# Sonzay
Sonzay é uma comuna francesa na região administrativa do Centro, no departamento Indre-et-Loire. Estende-se por uma área de 49,32 km². Em 2010 a comuna tinha 1 399 habitantes (densidade: 28,4 hab./km²).